# Anja Mittag
Anja Mittag (Chemnitz, 16 de maio de 1985) é uma futebolista e treinadora alemã, que atua como atacante. Foi medalhista olímpica pela seleção de seu país, e é atualmente uma jogadora-treinadora do RB Leipzig.
Em julho de 2020, Mittag anunciou que encerraria sua carreira de jogadora após a final da Copa da Saxônia feminina em 30 de agosto de 2020 e se tornaria uma treinadora em tempo integral do RB Leipzig.

## Carreira
Em dezembro de 2011, Mittag negociou uma liberação do 1. FFC Turbine Potsdam, após nove anos e meio, para assinar um contrato de dois anos com o clube sueco da Damallsvenskan, FC Rosengård (então conhecido como LdB FC Malmö). Em maio de 2015, ela assinou um contrato de dois anos com o clube francês Paris Saint-Germain. Em 30 de agosto de 2016, Mittag se juntou ao clube alemão VfL Wolfsburg em um contrato de dois anos. Em 31 de março de 2017, Mittag assinou um contrato com o Rosengård mais uma vez.
Mittag se tornou a primeira jogadora a marcar 50 gols na Liga dos Campeões Feminina da UEFA e sua antecessora, a Copa Feminina da UEFA, em 11 de outubro de 2017.
Mittag encerrou sua carreira de jogadora após a final da Copa da Saxônia feminina em 30 de agosto de 2020.

## Carreira internacional
Mittag fez sua estreia pela seleção principal como substituta em uma partida amistosa com a Itália em 31 de março de 2004. Seu primeiro gol pela seleção principal veio em 11 de março de 2005 em uma partida da Copa do Algarve contra a Noruega.[carece de fontes?]
Ela fez parte do elenco para as Olimpíadas de Verão de 2016, onde a Alemanha conquistou a medalha de ouro.
Em 22 de agosto de 2017, ela anunciou sua aposentadoria do futebol internacional.

## Carreira de treinadora
Em junho de 2019, Mittag se juntou ao clube alemão de terceira divisão RB Leipzig como jogadora-treinadora. Depois de marcar 17 gols e ajudar o time a ganhar a promoção para a 2. Frauen-Bundesliga, Mittag anunciou que se concentraria em treinar em tempo integral a partir da temporada 2020-21 em diante.